# Francisco Liberato de Matos
Francisco Liberato de Matos (Salvador, 23 de agosto de 1813 — Salvador, 10 de fevereiro de 1892) foi um político brasileiro.
Como presidente da Província do Paraná, de 11 de novembro de 1857 a 26 de fevereiro de 1859, incentivou a imigração europeia e criou uma linha de navegação entre Antonina e Paranaguá.
Recepcionou Robert Christian Avé-Lallemant em 1858, durante sua passagem por Curitiba.